# Janusz Stefanowicz

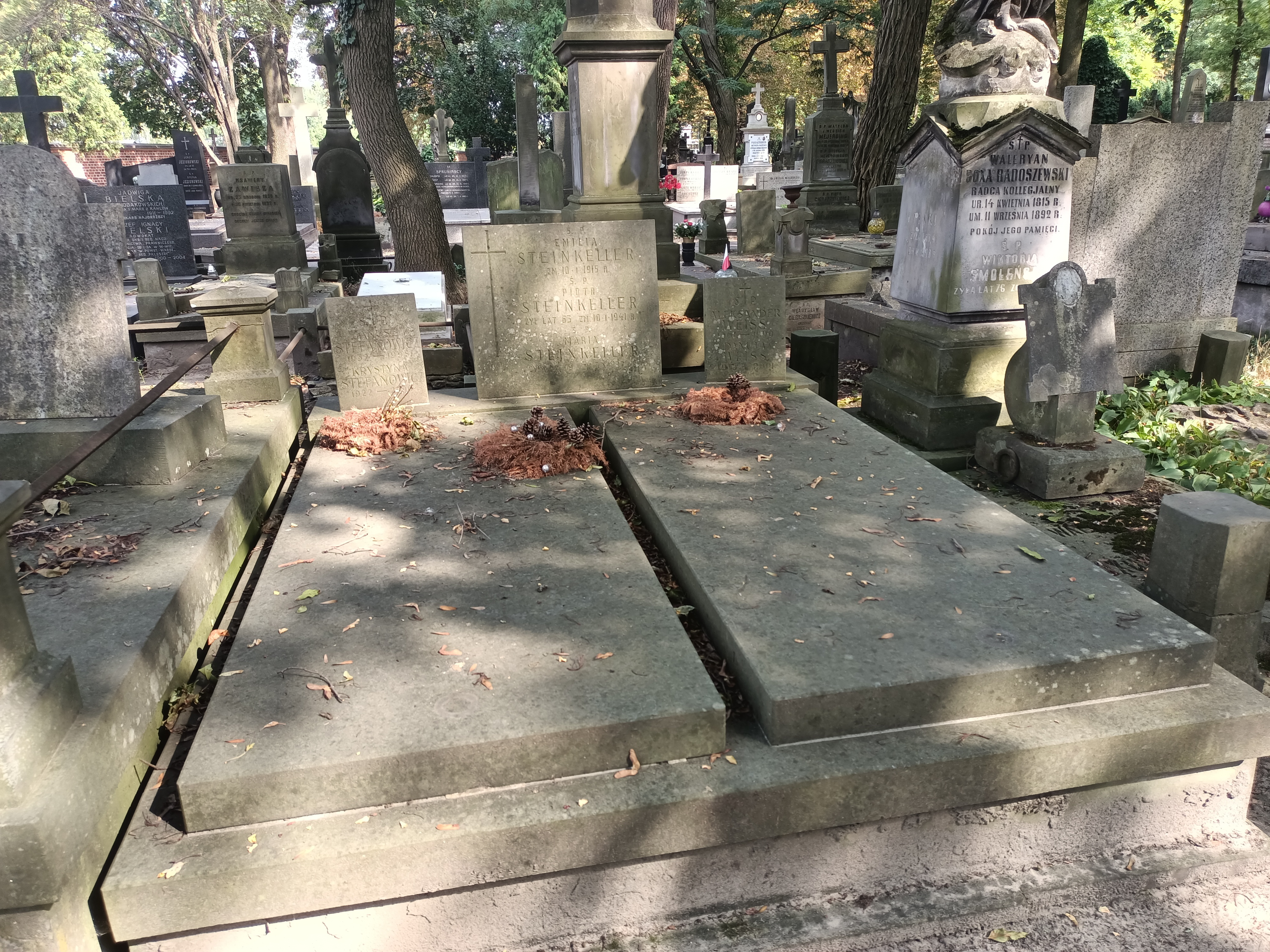
Grób Janusza Stefanowicza na Cmentarzu Powązkowskim

Janusz Juliusz Stefanowicz (ur. 24 listopada 1932 we Włocławku, zm. 17 grudnia 1998) – polski dziennikarz i politolog, działacz Stowarzyszenie „Pax”, redaktor naczelny dziennika „Słowo Powszechne” w latach 1972–1980, poseł na Sejm PRL VIII kadencji (1980–1985), ambasador PRL w Paryżu (1984–1988), profesor nauk humanistycznych.

## Życiorys
Od 1950 studiował prawo na Uniwersytecie Mikołaja Kopernika w Toruniu. Debiutował na łamach „Słowa Powszechnego” w 1951 artykułem Sinclair Lewis, opublikowanym we wkładce W młodych oczach. W 1952 przeniósł się na studia na Uniwersytet Warszawski, od lutego 1954 pracował w Wydziale Zagranicznym Stowarzyszenia „Pax”, w czerwcu 1954 obronił na UW pracę magisterską Geneza i funkcjonowanie Organizacji Państw Amerykańskich napisaną pod kierunkiem Manfreda Lachsa. W 1955 został redaktorem w dziale zagranicznym „Słowa Powszechnego”, w 1956 kierownikiem działu zagranicznego, w 1960 zastępcą redaktora naczelnego pisma. Od 1957 był członkiem kandydatem, od 1959 członkiem Stowarzyszenia „Pax”, w 1960 został kierownikiem działu zagranicznego Stowarzyszenia, od 1962 był członkiem jego zarządu. W 1967 uzyskał na Wydziale Historycznym UW stopień doktora nauk humanistycznych, na podstawie pracy Kościół i Chrześcijańska Demokracja we Włoszech powojennych napisanej pod kierunkiem Rafała Gerbera. W 1968 został członkiem Prezydium Stowarzyszenia „Pax”, od 1971 był członkiem 8-osobowego Sekretariatu Prezydium. W 1972 został redaktorem naczelnym „Słowa Powszechnego”.
W latach 1972–1982 był wiceprezesem Polskiego Klubu Publicystów Międzynarodowych przy Stowarzyszeniu Dziennikarzy Polskich, w latach 1976–1980 członkiem prezydium SDP. Publikował także w „Polityce”, „Życiu Warszawy”, „Kulturze” i „Perspektywach”. Od stycznia 1976 był jednym z trzech wiceprzewodniczących zarządu Stowarzyszenia „Pax”, z tym, że jego wybór został przeforsowany przez władze PRL, wbrew stanowisku szeregowych członków „Pax”.
W 1980 uzyskał mandat posła na Sejm VIII kadencji w okręgu Białystok. Zasiadał w Komisjach: Nauki i Postępu Technicznego (później: Oświaty, Wychowania, Nauki i Postępu Technicznego), Spraw Zagranicznych, Do Spraw Samorządu Pracowniczego Przedsiębiorstw, Odpowiedzialności Konstytucyjnej oraz Nadzwyczajnej do rozpatrzenia projektu Ustawy Konstytucyjnej o Przedłużeniu Kadencji. Jesienią 1980 utracił członkostwo w Prezydium Stowarzyszenia „Pax”, stracił też funkcji redaktora naczelnego „Słowa Powszechnego”. Od listopada 1981 był zastępcą redaktora naczelnego „Życia Warszawy”. Po ogłoszeniu staniu wojennego wsparł nowe władze „Pax-u”, które poparły politykę Wojciecha Jaruzelskiego, w 1982 został dyrektorem i redaktorem naczelnym Instytutu Wydawniczego PAX oraz ponownie wiceprzewodniczącym Stowarzyszenia „Pax”, w lipcu 1982 został członkiem warszawskiej rady Patriotycznego Ruchu Odrodzenia Narodowego, od maja 1983 był członkiem Rady Krajowej PRON. Dzięki swojej publicystyce w pierwszej połowie lat 80. trafił na tzw. Listę Kisiela.
W styczniu 1982 habilitował się na podstawie pracy Europa powojenna na Wydziale Dziennikarstwa i Nauk Politycznych Uniwersytetu Warszawskiego, w październiku tego samego roku zrezygnował z pracy w „Życiu Warszawy” i od listopada był członkiem Komitetu nauk Politycznych PAN. Od grudnia 1982 pracował jako docent w Centralnym Ośrodku Metodycznym Nauk Politycznych Uniwersytetu Warszawskiego. W 1983 został wiceprezesem Klubu Publicystyki Międzynarodowej Stowarzyszenia Dziennikarzy PRL.
W 1984 mianowany ambasadorem PRL w Paryżu, organizował m.in. wizytę Wojciecha Jaruzelskiego u François Mitterranda w grudniu 1985. Był jedynym wówczas bezpartyjnym ambasadorem PRL. Misję dyplomatyczną zakończył w 1988, od marca 1989 był pracownikiem Instytutu Nauk Politycznych PAN. 
W wyborach w 1989 bez powodzenia ubiegał się o mandat posła w okręgu Toruń, do marca 1990 był wiceprzewodniczącym Stowarzyszenia „Pax”. Następnie poświęcił się karierze naukowej, od 1990 pracował w nowo utworzonym Instytucie Studiów Politycznych PAN, m.in. był kierownikiem Zakładu Europejskich Stosunków Politycznych tamże. 15 kwietnia 1998 otrzymał tytuł profesora nauk humanistycznych. W ISP PAN pracował do lipca 1998.
Był laureatem Nagrody im. Włodzimierza Pietrzaka (1961), Nagród PISM za książki Świat w trzydziestu odsłonach (1967) i Europa powojenna (1978).
Spoczywa na cmentarzu Powązkowskim (kwatera O-4-13/14).

## Odznaczenia
- Złoty Krzyż Zasługi (1964).
- Krzyż Kawalerski Orderu Odrodzenia Polski (1974).
- Medal 30-lecia Polski Ludowej.
- Order Sztandaru Pracy II klasy (1979).

## Wybrane publikacje
- Chrześcijańska demokracja, „Pax”, Warszawa 1963
- Świat w trzydziestu odsłonach, „Pax”, Warszawa 1966
- Watykan i Włochy. 1860-1960, „Pax”, Warszawa 1967
- Don Murri, „Pax”, Warszawa 1970
- Profile Europy, „Książka i Wiedza”, Warszawa 1971
- Chadecja wczoraj i dziś, „Książka i Wiedza”, Warszawa 1973
- W kręgu Marca Sangniera, „Pax”, Warszawa 1973
- Kiedy ma się dwieście lat... Zapiski amerykańskie, „Pax”, Warszawa 1975
- Włochy współczesne, „Wiedza Powszechna”, Warszawa 1976
- Bunt mniejszości: współczesne separatyzmy narodowe, „Wiedza Powszechna”, Warszawa 1977
- Europa powojenna. 1945–1975, Wydawnictwo Naukowe PWN, Warszawa 1977
- Stary nowy świat. Ciągłość i zmiana w stosunkach międzynarodowych, „Pax”, Warszawa 1978
- Bezpieczeństwo współczesnych państw, „Pax”, Warszawa 1984
- Rzeczypospolitej pole bezpieczeństwa, ISP PAN, Warszawa 1993
- Polityka europejska V [Piątej] Republiki, ISP PAN, Warszawa 1994
- Ład międzynarodowy. Doświadczenie i przyszłość, ISP PAN, Warszawa 1996
- Od Kapeta do Mitterranda: tysiącletni sen o potędze 987–1995, Wydawnictwo Naukowe PWN, Warszawa 1996
- Niewdzięczna misja. Zapiski ambasadora w Paryżu 1984–1989, Wydawnictwo Adam Marszałek, Toruń 1997
- Anatomia polityki międzynarodowej: (podręcznik akademicki), Wydawnictwo Adam Marszałek, Toruń 1999